# Actinote catochaera
Actinote catochaera är en fjärilsart som beskrevs av Jordan 1910. Actinote catochaera ingår i släktet Actinote och familjen praktfjärilar. Inga underarter finns listade i Catalogue of Life.